# Championnat d'Europe masculin de volley-ball des petits États
Le Championnat d'Europe masculin de volley-ball des petits États est une compétition sportive bisannuelle de volley-ball reconnue par la Confédération européenne de volley-ball. Seules les 15 fédérations membres de la CEV Small Countries Association (Association des petits États de la CEV en français) peuvent y participer.

La première édition remonte à 2000, tandis que la dernière édition s'est déroulée en 2022, remplaçant celle de 2021 annulée à cause de la Pandémie de Covid-19 en Europe.

## Palmarès
| Année | Lieu               | Champion   | Finaliste  | Troisième  | Quatrième       |
| ----- | ------------------ | ---------- | ---------- | ---------- | --------------- |
| 2000  | La Vallette        | Chypre     | Écosse     | Luxembourg | Saint-Marin     |
| 2002  | Andorre-la-Vieille | Chypre     | Islande    | Écosse     | Luxembourg      |
| 2005  | Luxembourg         | Chypre     | Luxembourg | Îles Féroé | Écosse          |
| 2007  | Limassol           | Chypre     | Andorre    | Luxembourg | Îles Féroé      |
| 2009  | Luxembourg         | Chypre     | Luxembourg | Islande    | Irlande du Nord |
| 2011  | Andorre-la-Vieille | Chypre     | Luxembourg | Andorre    | Écosse          |
| 2013  | Limassol           | Chypre     | Écosse     | Luxembourg | Saint-Marin     |
| 2015  | Luxembourg         | Luxembourg | Chypre     | Écosse     | Îles Féroé      |

## Tableau des médailles
| Rang | Nation     | Or | Argent | Bronze | Total |
| ---- | ---------- | -- | ------ | ------ | ----- |
| 1    | Chypre     | 7  | 1      | 0      | 8     |
| 2    | Luxembourg | 1  | 3      | 3      | 7     |
| 3    | Écosse     | 0  | 2      | 2      | 4     |
| 4    | Islande    | 0  | 1      | 1      | 2     |
| 4    | Andorre    | 0  | 1      | 1      | 2     |
| 6    | Îles Féroé | 0  | 0      | 1      | 1     |